# Гай-Гілл (Міссурі)
Гай-Гілл (англ. High Hill) — місто (англ. city) в США, в окрузі Монтгомері штату Міссурі. Населення — 186 осіб (2020).

## Географія
Гай-Гілл розташований за координатами 38°52′31″ пн. ш. 91°22′39″ зх. д. / 38.87528° пн. ш. 91.37750° зх. д. (38.875342, -91.377617).  За даними Бюро перепису населення США в 2010 році місто мало площу 1,19 км², з яких 1,19 км² — суходіл та 0,00 км² — водойми.

## Демографія
Згідно з переписом 2010 року, у місті мешкало 195 осіб у 85 домогосподарствах у складі 51 родини. Густота населення становила 164 особи/км².  Було 102 помешкання (86/км²).
Расовий склад населення:
| - 95,9 % — білих - 2,1 % — азіатів - 1,0 % — корінних американців |

До двох чи більше рас належало 0,5 %. Частка іспаномовних становила 1,0 % від усіх жителів.
За віковим діапазоном населення розподілялося таким чином: 20,5 % — особи молодші 18 років, 58,0 % — особи у віці 18—64 років, 21,5 % — особи у віці 65 років та старші. Медіана віку мешканця становила 43,9 року. На 100 осіб жіночої статі у місті припадало 105,3 чоловіків;  на 100 жінок у віці від 18 років та старших — 101,3 чоловіків також старших 18 років.
Середній дохід на одне домашнє господарство  становив 42 301 долар США (медіана — 40 000), а середній дохід на одну сім'ю — 48 252 долари (медіана — 43 125). Медіана доходів становила 34 167 доларів для чоловіків та 33 125 доларів для жінок. За межею бідності перебувало 19,4 % осіб, у тому числі 30,6 % дітей у віці до 18 років та 0,0 % осіб у віці 65 років та старших.
Цивільне працевлаштоване населення становило 107 осіб. Основні галузі зайнятості: виробництво — 27,1 %, освіта, охорона здоров'я та соціальна допомога — 24,3 %, будівництво — 13,1 %, транспорт — 5,6 %.